# Chris van Uffelen
Christian van Uffelen (Offenbach am Main, 19 de diciembre de 1966) historiador del arte germano-neerlandés, residente en Stuttgart.

## Biografía
Estudió Historia del Arte en la Universidad de Münster y posteriormente en la Universidad de Maguncia, donde obtuvo su maestría.
Es autor de numerosas obras de historia de la arquitectura contemporánea.

## Obras seleccionadas
- Berlin: Architecture and Design, teNeues Verlag, 2003, ISBN 978-3-82384-548-5[1]

- Paris - The Architecture Guide (con Markus Golser), Braun Publishing, 2008, ISBN 978-3-03768-002-5

- Cinema Architecture, Braun Publishing, 2009, ISBN 978-3-03768-027-8

- Masterpieces: Bridge Architecture + Design, Braun Publishing, 2009, ISBN 978-3-03768-025-4

- Street Furniture, Aurora Production AG, 2010, ISBN 978-3-03768-043-8[1]

- Museos. Arquitectura (enlace roto disponible en Internet Archive; véase el historial, la primera versión y la última). (con traducción al español de Fabio Descalzi) h.f.ullmann publishing, Potsdam, 2010, ISBN 978-3-8331-6058-5[2]

- Re-Use Architecture, Braun Publishing, 2009, ISBN 978-3-03768-064-3

- Light in Architecture - Architecture in Focus, Braun Publishing, 2011

- Airport Architecture - Architecture in Focus, Braun Publishing, 2012